# Mansonville (Tarn-et-Garonne)
Pour les articles homonymes, voir Mansonville.
Mansonville est une commune française située dans l'ouest du département de Tarn-et-Garonne, en région Occitanie.
Sur le plan historique et culturel, la commune est dans la Lomagne, une ancienne circonscription de la province de Gascogne ayant titre de vicomté, surnommée « Toscane française ».
Exposée à un climat océanique altéré, elle est drainée par l'Arrats, le ruisseau de Cameson et par divers autres petits cours d'eau. La commune possède un patrimoine naturel remarquable composé d'une zone naturelle d'intérêt écologique, faunistique et floristique.
Mansonville est une commune rurale qui compte 310 habitants en 2022, après avoir connu un pic de population de 931 habitants en 1856.  Ses habitants sont appelés les Mansonvillois ou  Mansonvilloises.

## Géographie

### Localisation
Mansonville est située dans la Lomagne, limitrophe du département du Gers.

### Voies de communication et transports

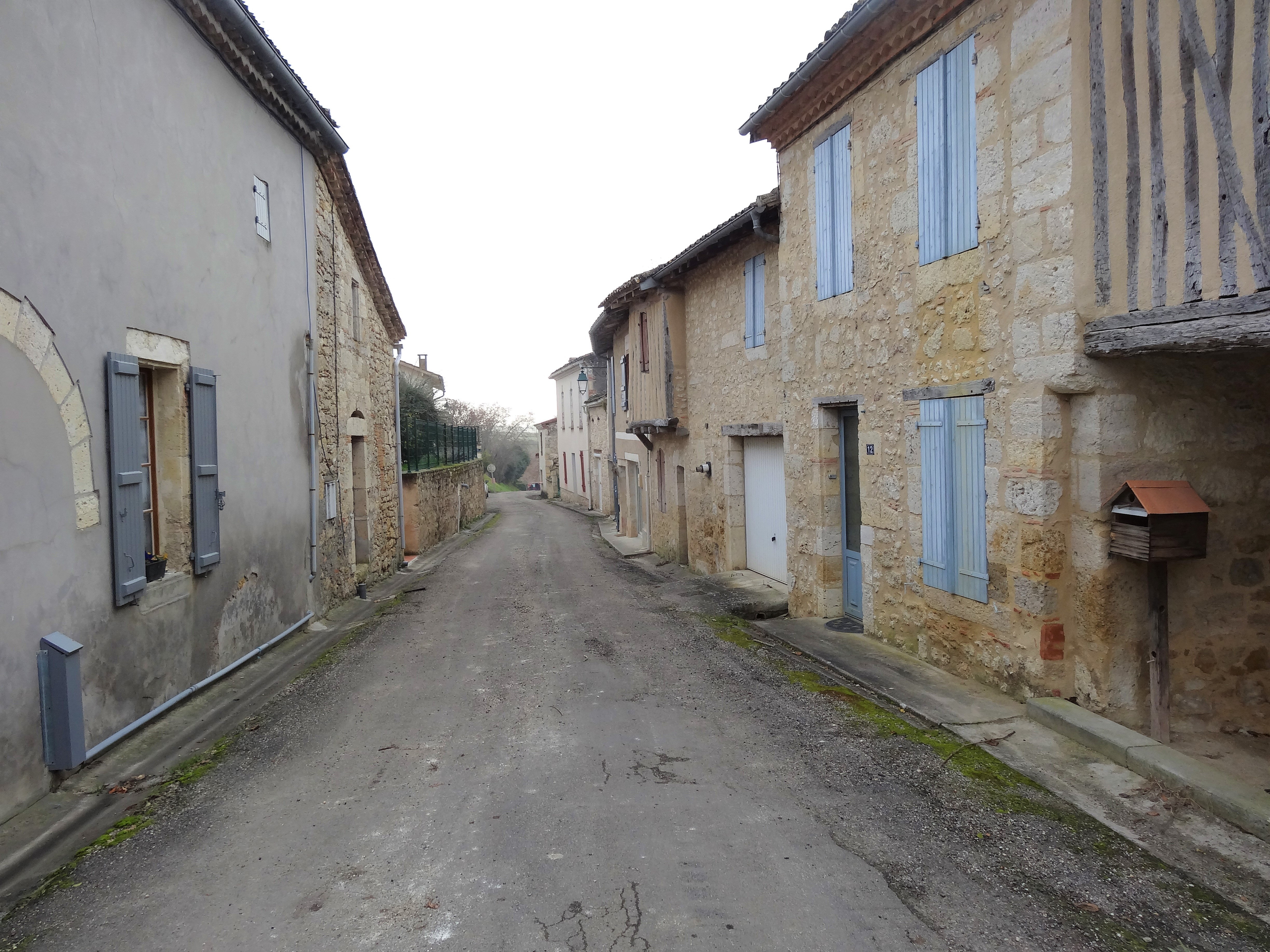
Une rue de Mansonville.

### Communes limitrophes
Les communes limitrophes sont  Bardigues, Castéra-Bouzet, Flamarens, Lachapelle, Peyrecave, Saint-Antoine et Saint-Jean-du-Bouzet.
|                  | Saint-Antoine (Gers) | Bardigues            |
| Flamarens (Gers) | Mansonville          | Castéra-Bouzet       |
| Peyrecave (Gers) | Lachapelle           | Saint-Jean-du-Bouzet |

### Hydrographie

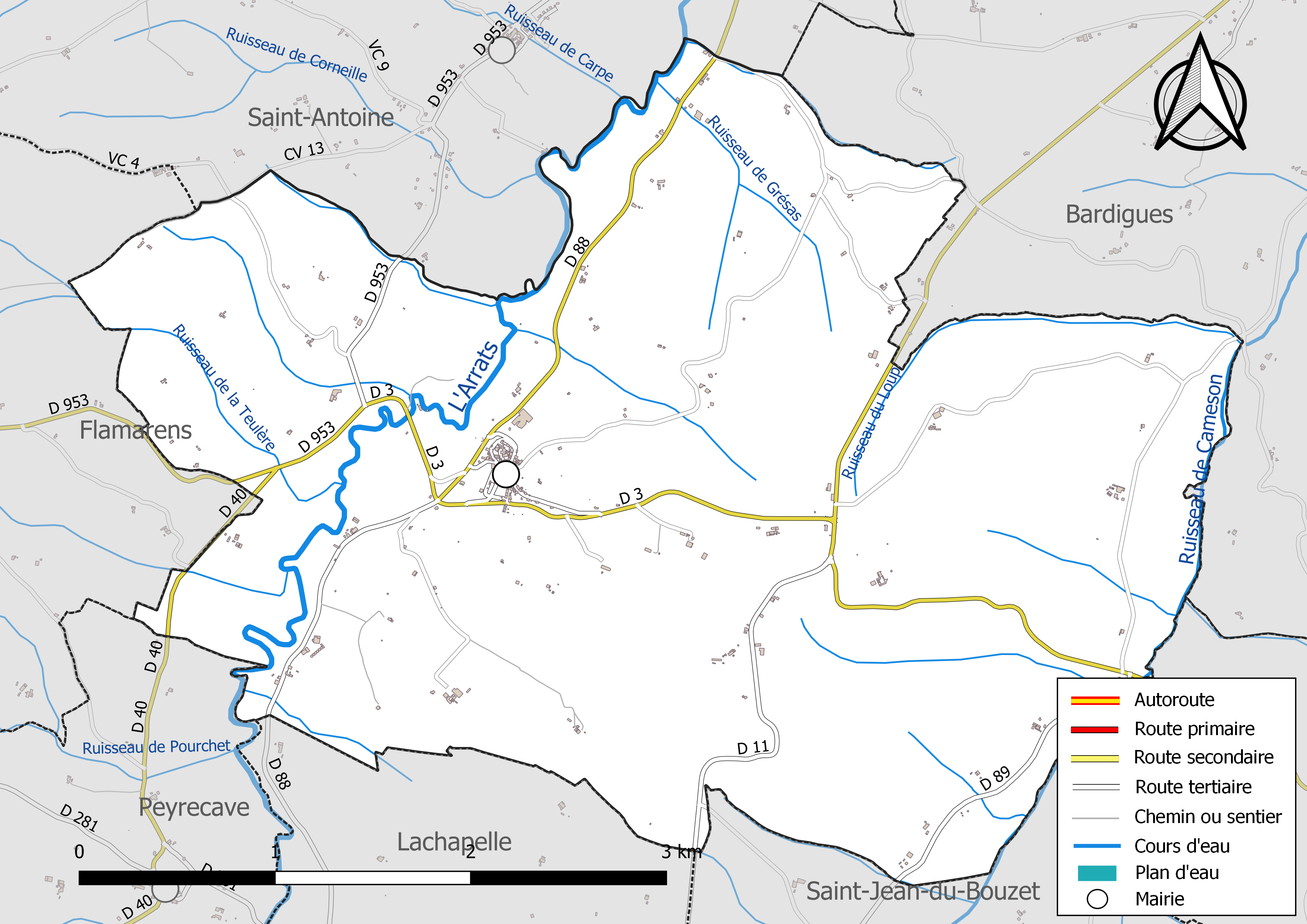
Réseaux hydrographique et routier de Mansonville.

La commune est dans le bassin versant de la Garonne, au sein du bassin hydrographique Adour-Garonne. Elle est drainée par l'Arrats, le ruisseau de Cameson, le ruisseau de Carpe, le ruisseau de Grésas, le ruisseau de la Teulère, le ruisseau du Loup et par divers petits cours d'eau, constituant un réseau hydrographique de 25 km de longueur totale,.
L'Arrats, d'une longueur totale de 162 km, prend sa source dans la commune de Lannemezan et s'écoule du sud vers le nord. Il traverse la commune et se jette dans la Garonne à Saint-Loup, après avoir traversé 66 communes.
Le ruisseau de Cameson, d'une longueur totale de 23,1 km, prend sa source dans la commune de Castéron et s'écoule du sud vers le nord. Il traverse la commune et se jette dans l'Ayroux à Saint-Michel, après avoir traversé 13 communes.

### Climat
Pour des articles plus généraux, voir Climat de l'Occitanie et Climat de Tarn-et-Garonne.
En 2010, le climat de la commune est de type climat du Bassin du Sud-Ouest, selon une étude du Centre national de la recherche scientifique s'appuyant sur une série de données couvrant la période 1971-2000. En 2020, Météo-France publie une typologie des climats de la France métropolitaine dans laquelle la commune est exposée à un climat océanique altéré et est dans la région climatique Aquitaine, Gascogne, caractérisée par une pluviométrie abondante au printemps, modérée en automne, un faible ensoleillement au printemps, un été chaud (19,5 °C), des vents faibles, des brouillards fréquents en automne et en hiver et des orages fréquents en été (15 à 20 jours).
Pour la période 1971-2000, la température annuelle moyenne est de 13 °C, avec une amplitude thermique annuelle de 16 °C. Le cumul annuel moyen de précipitations est de 776 mm, avec 10,6 jours de précipitations en janvier et 6,2 jours en juillet. Pour la période 1991-2020, la température moyenne annuelle observée sur la station météorologique de Météo-France la plus proche, « Valence », sur la commune de Valence à 11 km à vol d'oiseau, est de 14,3 °C et le cumul annuel moyen de précipitations est de 747,3 mm. 
La température maximale relevée sur cette station est de 43 °C, atteinte le 12 août 2003 ; la température minimale est de −13,7 °C, atteinte le 9 février 2012,,.
Les paramètres climatiques de la commune ont été estimés pour le milieu du siècle (2041-2070) selon différents scénarios d'émission de gaz à effet de serre à partir des nouvelles projections climatiques de référence DRIAS-2020. Ils sont consultables sur un site dédié publié par Météo-France en novembre 2022.

### Milieux naturels et biodiversité

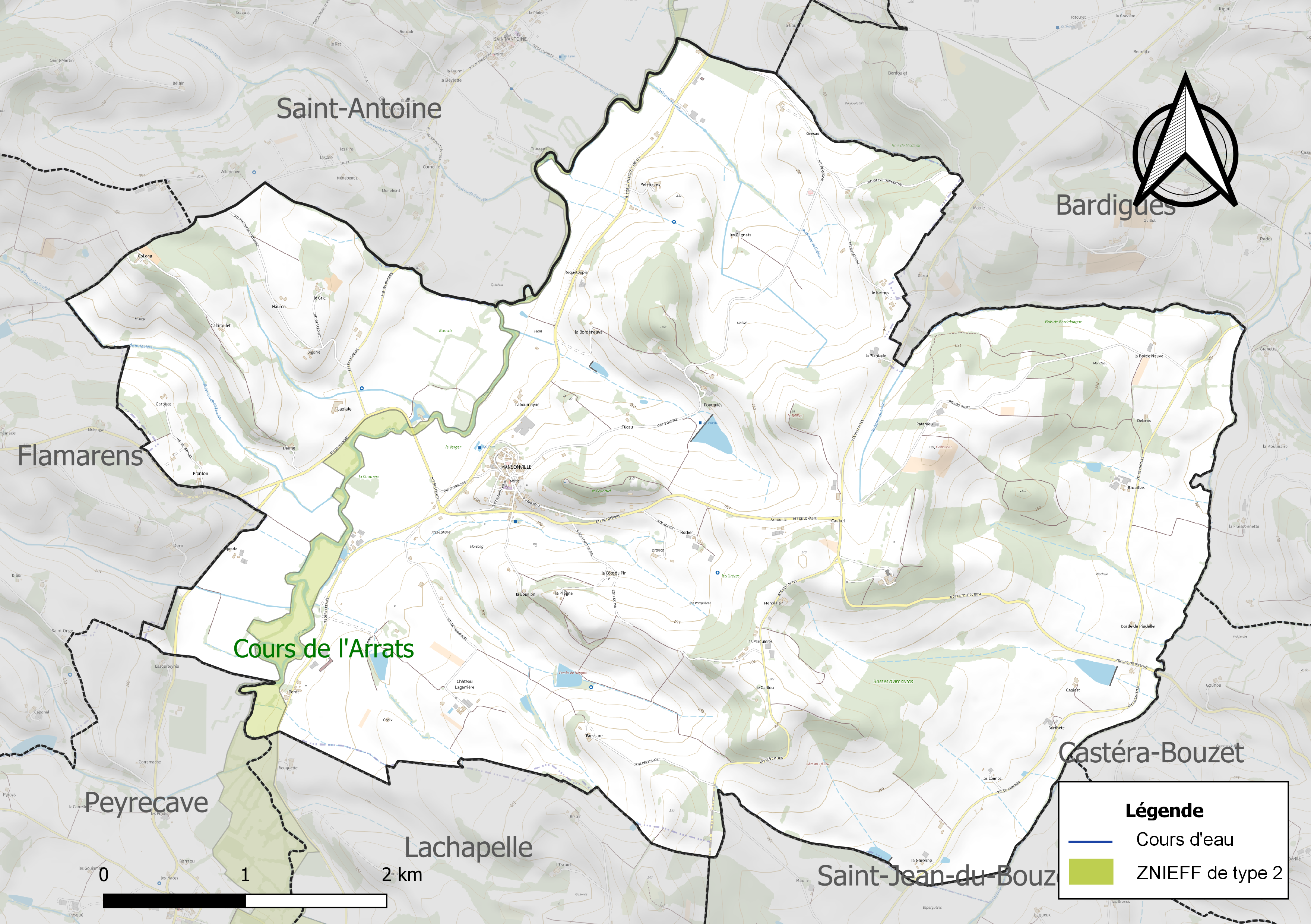
Carte de la ZNIEFF de type 2 localisée sur la commune.

L’inventaire des zones naturelles d'intérêt écologique, faunistique et floristique (ZNIEFF) a pour objectif de réaliser une couverture des zones les plus intéressantes sur le plan écologique, essentiellement dans la perspective d’améliorer la connaissance du patrimoine naturel national et de fournir aux différents décideurs un outil d’aide à la prise en compte de l’environnement dans l’aménagement du territoire.
Une ZNIEFF de type 2 est recensée sur la commune :
le « cours de l'Arrats » (815 ha), couvrant 30 communes dont 22 dans le Gers et huit dans le Tarn-et-Garonne.

## Urbanisme

### Typologie
Au 1er janvier 2024, Mansonville est catégorisée commune rurale à habitat très dispersé, selon la nouvelle grille communale de densité à sept niveaux définie par l'Insee en 2022.
Elle est située hors unité urbaine et hors attraction des villes,.

### Occupation des sols
L'occupation des sols de la commune, telle qu'elle ressort de la base de données européenne d’occupation biophysique des sols Corine Land Cover (CLC), est marquée par l'importance des territoires agricoles (90,9 % en 2018), une proportion identique à celle de 1990 (90,9 %). La répartition détaillée en 2018 est la suivante : 
terres arables (79,3 %), zones agricoles hétérogènes (11,2 %), forêts (9,1 %), prairies (0,4 %). L'évolution de l’occupation des sols de la commune et de ses infrastructures peut être observée sur les différentes représentations cartographiques du territoire : la carte de Cassini (XVIIIe siècle), la carte d'état-major (1820-1866) et les cartes ou photos aériennes de l'IGN pour la période actuelle (1950 à aujourd'hui).

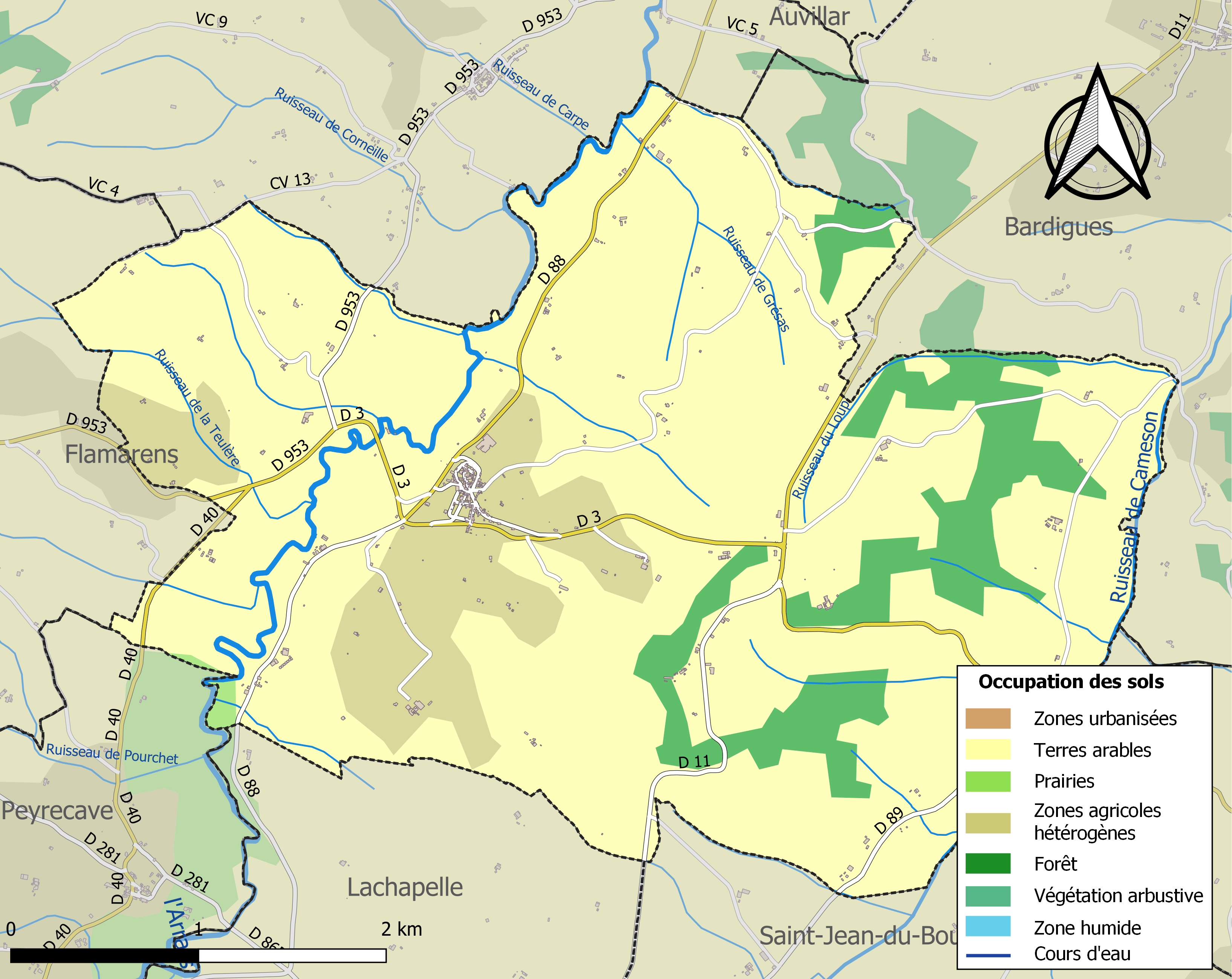
Carte des infrastructures et de l'occupation des sols de la commune en 2018 (CLC).

### Risques majeurs
Le territoire de la commune de Mansonville est vulnérable à différents aléas naturels : météorologiques (tempête, orage, neige, grand froid, canicule ou sécheresse), inondations, mouvements de terrains et séisme (sismicité très faible). Il est également exposé à deux risques technologiques,  le transport de matières dangereuses et le risque nucléaire. Un site publié par le BRGM permet d'évaluer simplement et rapidement les risques d'un bien localisé soit par son adresse soit par le numéro de sa parcelle.

#### Risques naturels
Certaines parties du territoire communal sont susceptibles d’être affectées par le risque d’inondation par débordement de cours d'eau, notamment l'Arrats et le ruisseau de Cameson. La cartographie des zones inondables en ex-Midi-Pyrénées réalisée dans le cadre du XIe Contrat de plan État-région, visant à informer les citoyens et les décideurs sur le risque d’inondation, est accessible sur le site de la DREAL Occitanie. La commune a été reconnue en état de catastrophe naturelle au titre des dommages causés par les inondations et coulées de boue survenues en 1982, 1993, 1999 et 2018,.
Mansonville est exposée au risque de feu de forêt. Le département de Tarn-et-Garonne présentant toutefois globalement un niveau d’aléa moyen à faible très localisé, aucun Plan départemental de protection des forêts contre les risques d’incendie de forêt (PFCIF) n'a été élaboré. Le débroussaillement aux abords des maisons constitue l’une des meilleures protections pour les particuliers contre le feu,.

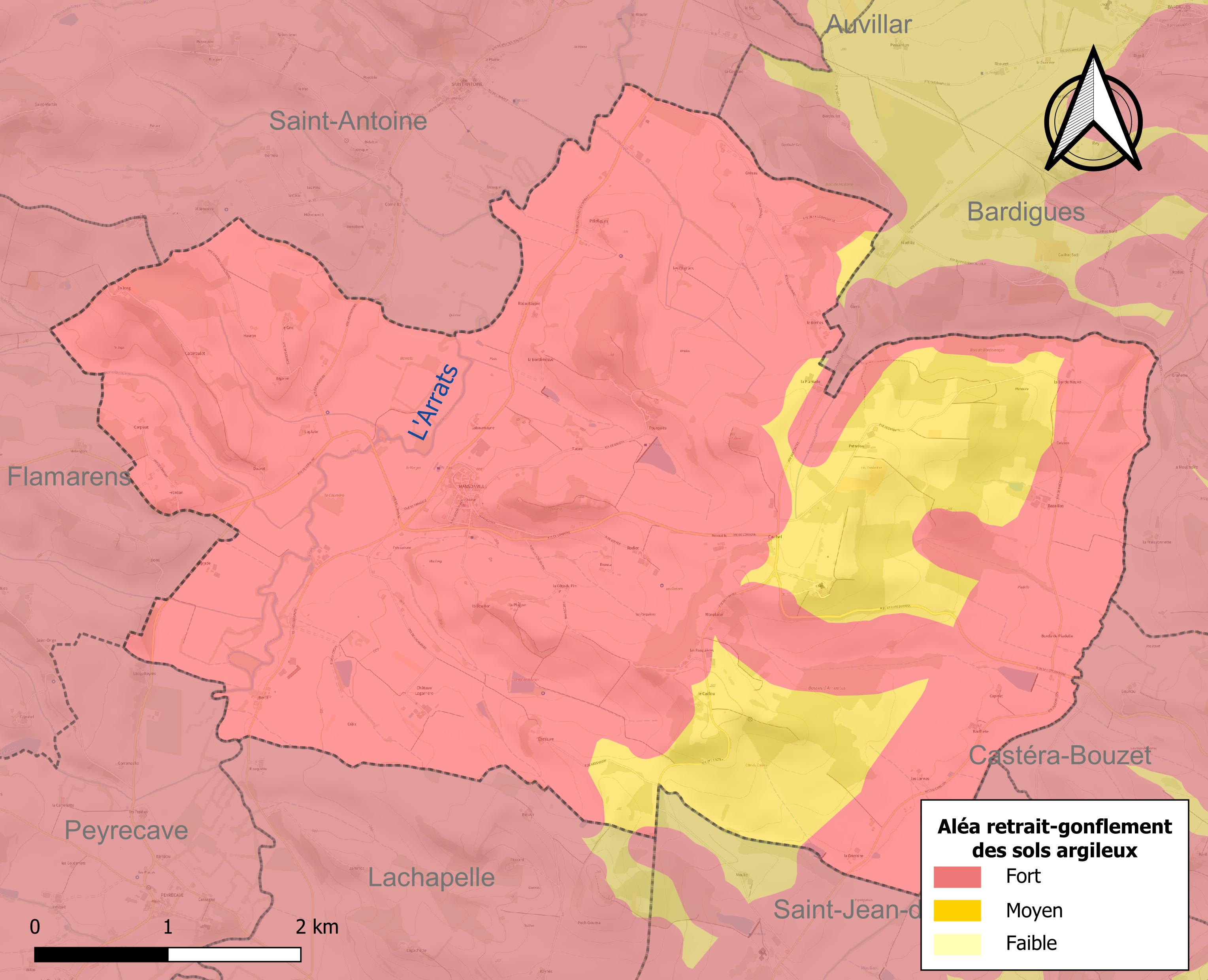
Carte des zones d'aléa retrait-gonflement des sols argileux de Mansonville.

Les mouvements de terrains susceptibles de se produire sur la commune sont des tassements différentiels.
Le retrait-gonflement des sols argileux est susceptible d'engendrer des dommages importants aux bâtiments en cas d’alternance de périodes de sécheresse et de pluie. La totalité de la commune est en aléa moyen ou fort (92 % au niveau départemental et 48,5 % au niveau national). Sur les 154 bâtiments dénombrés sur la commune en 2019, 154 sont en aléa moyen ou fort, soit 100 %, à comparer aux 96 % au niveau départemental et 54 % au niveau national. Une cartographie de l'exposition du territoire national au retrait gonflement des sols argileux est disponible sur le site du BRGM,.
Par ailleurs, afin de mieux appréhender le risque d’affaissement de terrain, l'inventaire national des cavités souterraines permet de localiser celles situées sur la commune.
Concernant les mouvements de terrains, la commune a été reconnue en état de catastrophe naturelle au titre des dommages causés par la sécheresse en 1989, 1992, 1998, 2002, 2003 et 2012 et par des mouvements de terrain en 1999.

#### Risques technologiques
Le risque de transport de matières dangereuses sur la commune est lié à sa traversée par des infrastructures routières ou ferroviaires importantes ou la présence d'une canalisation de transport d'hydrocarbures. Un accident se produisant sur de telles infrastructures est susceptible d’avoir des effets graves sur les biens, les personnes ou l'environnement, selon la nature du matériau transporté. Des dispositions d’urbanisme peuvent être préconisées en conséquence.
En cas d’accident grave, certaines installations nucléaires sont susceptibles de rejeter dans l’atmosphère de l’iode radioactif. La commune étant située dans le périmètre de sûreté de 20 km autour de la centrale nucléaire de Golfech, elle est exposée au risque nucléaire. En cas d'accident nucléaire, une alerte est donnée par différents médias (sirène, sms, radio, véhicules). Dès l'alerte, les personnes habitant dans le périmètre de 2 km se mettent à l'abri. Les personnes habitant dans le périmètre de 20 km peuvent être amenées, sur ordre du préfet, à évacuer et ingérer des comprimés d'iode,,.

## Toponymie
Nom de lieu en -ville (ici sous sa forme d'oïl, occitan viala[réf. nécessaire]) au sens ancien de « domaine rural », précédé d'un anthroponyme germanique comme dans la plupart des cas. Il s'agit sans doute ici de Manso.

## Histoire
Mansonville a été autrefois un relais de passage d’une voie romaine de Bordeaux à Toulouse par Lectoure. Le village a été acquis en 1274 par Édouard Ier d'Angleterre.
Mansonville est mentionné dès la fin du XIe siècle parmi les possessions de l’abbaye de Moissac, et c’est sans doute sous l’influence de la célèbre abbaye que fut construite l’église romane. Plus tard la paroisse fut cédée au chapitre de Lectoure, et les évêques de Lectoure y avaient une maison de campagne dans le village même mais qui aujourd’hui est une propriété privée.
Mansonville a fait l'objet de découvertes de vestiges gallo-romains et d’objets mérovingiens. On peut encore y voir de belles maison datant des XVIe et XIXe siècles. Non loin de là se trouve le château du Bosc, datant du XVIe siècle. L'église Saint-Roch est inscrite à l'inventaire des bâtiments de France.
La paroisse est mentionnée pour la première fois dans la donation que fait en 1062 Hunaud de Gavarret, moine, puis abbé de Moissac, d'une église mise sous l'invocation de la Vierge Marie ; cette donation profite à l'abbaye de Cluny et à Hugo, son abbé. En 1081, la vicomtesse de Brulhois donne l'église de Saint-Saturnin de Mansonville à l'abbaye de Moissac. Cette dernière est confirmée dans cette possession par une bulle du pape Urbain II, rédigée à Toulouse en mai 1097. Elle est à nouveau confirmée par une bulle du pape Grégoire IX datant du 18 juillet 1240. Elle fut cédée plus tard au chapitre de Lectoure.

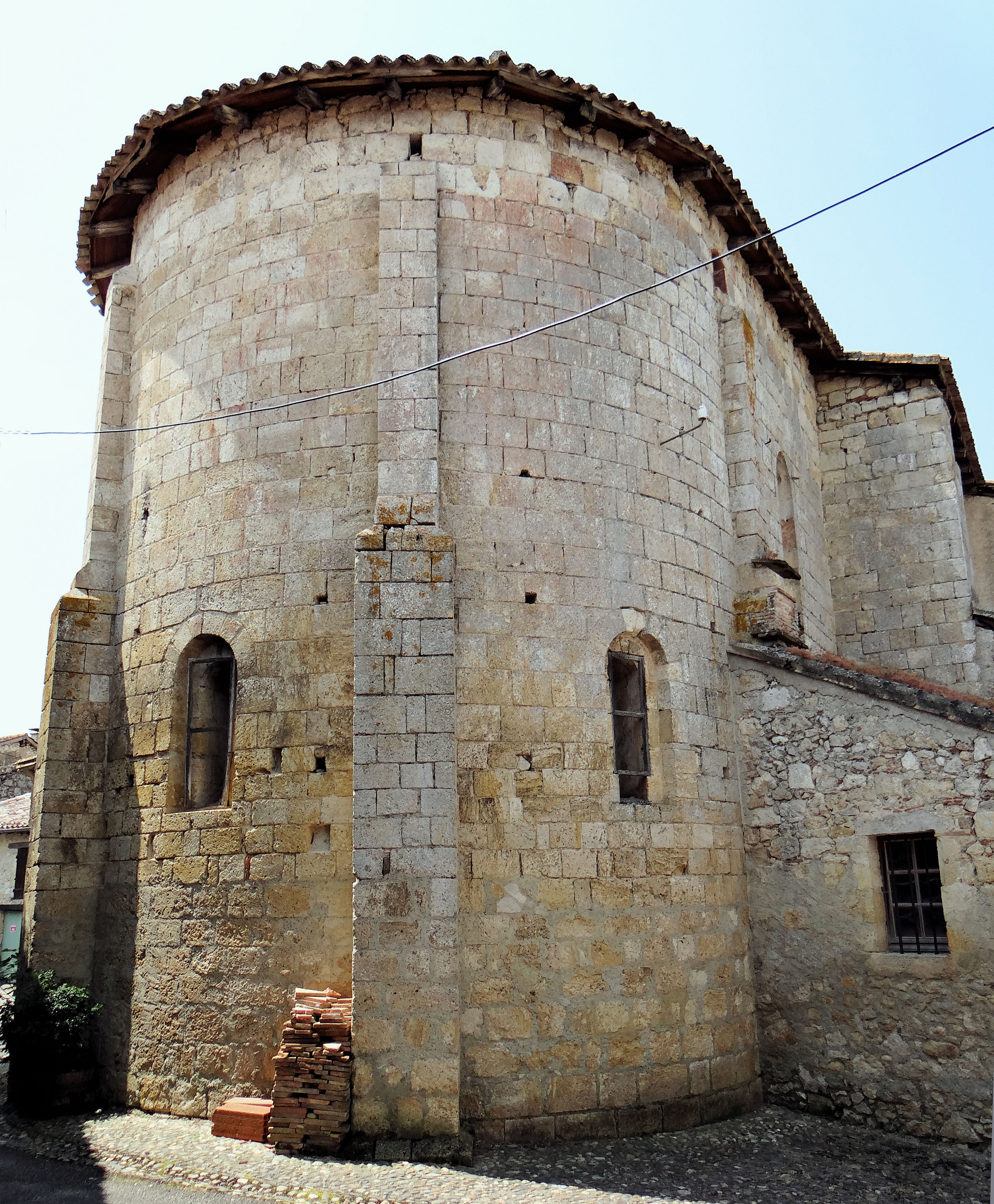
L'abside de l'église Saint-Saturnin.

De l'église Saint-Saturnin donnée en 1081 à l'abbaye de Moissac, il ne reste que l'abside. Le chœur est du XIIIe siècle. La voûte et la nef ont été reconstruites en 1869.
Le château, dont on aperçoit encore au-dessus du village les vestiges, fut acheté, en 1274, par Édouard Ier, roi d’Angleterre. Son fils donna la seigneurie en 1313 à Bertrand de Goth, en même temps que les vicomtés de Lomagne et d'Auvillar.

## Politique et administration

### Liste des maires
| Période                                  | Période  | Identité          | Étiquette | Qualité                  |
| ---------------------------------------- | -------- | ----------------- | --------- | ------------------------ |
| Les données manquantes sont à compléter. |          |                   |           |                          |
| mars 1971                                | 2001     | Pierre Chalupczak |           |                          |
| mars 2001                                | 2008     | Patrick Fontanini |           |                          |
| mars 2008                                | 2023     | Christian Berthet |           | Décès en cours de mandat |
| 16 février 2024                          | En cours | Vanessa Escudé    |           |                          |

## Population et société

### Démographie
L'évolution du nombre d'habitants est connue à travers les recensements de la population effectués dans la commune depuis 1793. Pour les communes de moins de 10 000 habitants, une enquête de recensement portant sur toute la population est réalisée tous les cinq ans, les populations de référence des années intermédiaires étant quant à elles estimées par interpolation ou extrapolation. Pour la commune, le premier recensement exhaustif entrant dans le cadre du nouveau dispositif a été réalisé en 2006.

En 2022, la commune comptait 310 habitants, en évolution de +7,64 % par rapport à 2016 (Tarn-et-Garonne : +3,12 %, France hors Mayotte : +2,11 %).
| 1793 | 1800 | 1806 | 1821 | 1831 | 1836 | 1841 | 1846 | 1851 |
| ---- | ---- | ---- | ---- | ---- | ---- | ---- | ---- | ---- |
| 747  | 782  | 830  | 888  | 913  | 927  | 926  | 894  | 876  |

| 1856 | 1861 | 1866 | 1872 | 1876 | 1881 | 1886 | 1891 | 1896 |
| ---- | ---- | ---- | ---- | ---- | ---- | ---- | ---- | ---- |
| 931  | 878  | 830  | 813  | 800  | 730  | 648  | 589  | 590  |

| 1901 | 1906 | 1911 | 1921 | 1926 | 1931 | 1936 | 1946 | 1954 |
| ---- | ---- | ---- | ---- | ---- | ---- | ---- | ---- | ---- |
| 562  | 530  | 508  | 389  | 415  | 377  | 364  | 352  | 387  |

| 1962 | 1968 | 1975 | 1982 | 1990 | 1999 | 2006 | 2011 | 2016 |
| ---- | ---- | ---- | ---- | ---- | ---- | ---- | ---- | ---- |
| 386  | 358  | 343  | 320  | 287  | 273  | 268  | 276  | 288  |

| 2021 | 2022 | - | - | - | - | - | - | - |
| ---- | ---- | - | - | - | - | - | - | - |
| 306  | 310  | - | - | - | - | - | - | - |

### Manifestations culturelles et festivités

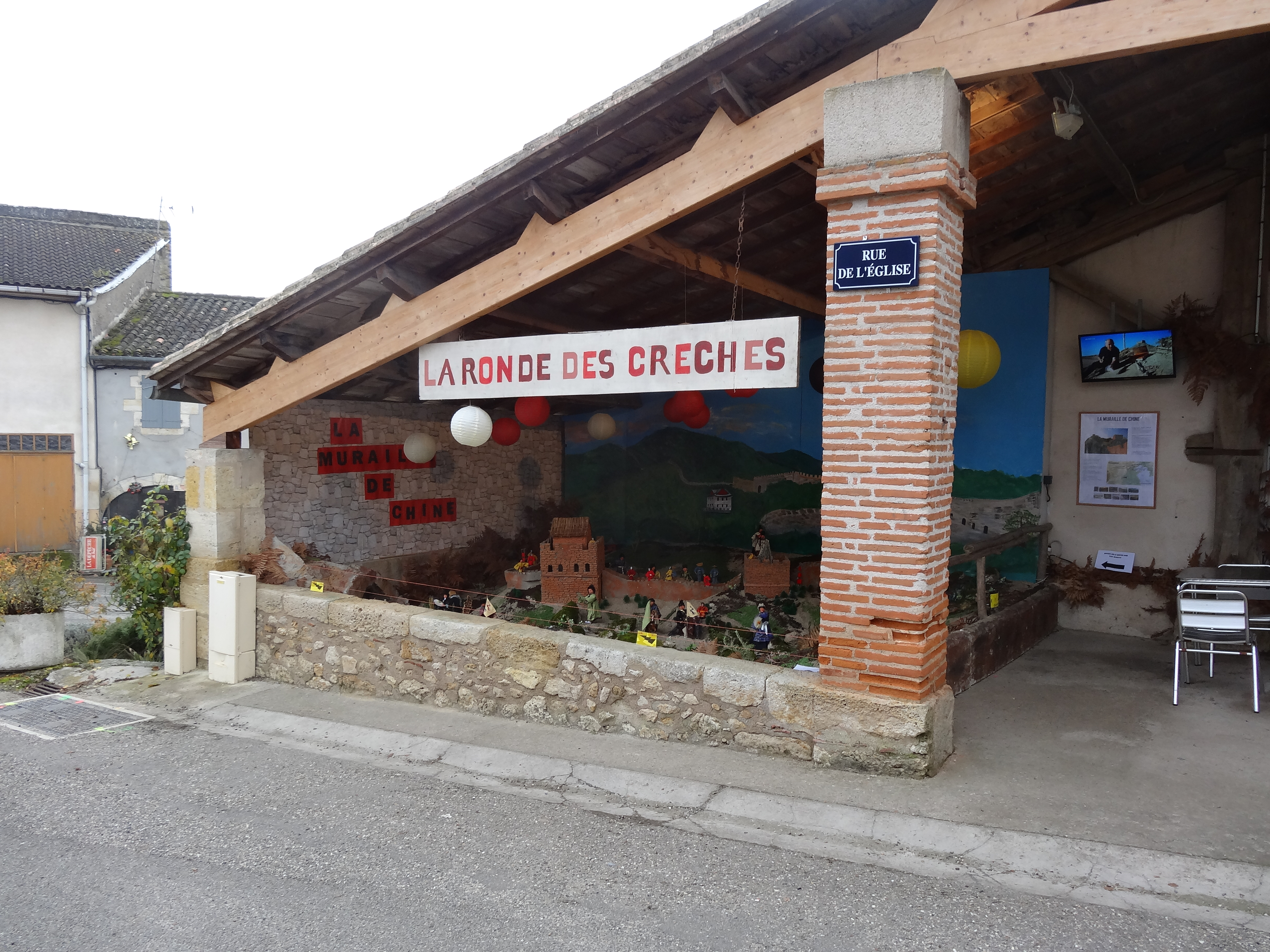
La crèche de Mansonville en décembre 2021.

Mansonville fait partie des huit communes qui participent à la Ronde des Crèches, une manifestation hivernale où chaque village expose une crèche d'après un thème commun qui diffère chaque année. Mansonville est d'ailleurs la seule commune à ne pas se trouver dans le Gers.

## Économie

### Revenus
En 2018, la commune compte 119 ménages fiscaux, regroupant 294 personnes. La médiane du revenu disponible par unité de consommation est de 18 200 € (20 140 € dans le département).

### Emploi
|                | 2008  | 2013   | 2018   |
| -------------- | ----- | ------ | ------ |
| Commune        | 1,3 % | 6,6 %  | 8,5 %  |
| Département    | 8,4 % | 10,2 % | 10,3 % |
| France entière | 8,3 % | 10 %   | 10 %   |

En 2018, la population âgée de 15 à 64 ans s'élève à 142 personnes, parmi lesquelles on compte 69,5 % d'actifs (61 % ayant un emploi et 8,5 % de chômeurs) et 30,5 % d'inactifs,. Depuis 2008, le taux de chômage communal (au sens du recensement) des 15-64 ans est inférieur à celui de la France et du département.
La commune est hors attraction des villes,. Elle compte 70 emplois en 2018, contre 68 en 2013 et 83 en 2008. Le nombre d'actifs ayant un emploi résidant dans la commune est de 89, soit un indicateur de concentration d'emploi de 78,8 % et un taux d'activité parmi les 15 ans ou plus de 43,8 %.
Sur ces 89 actifs de 15 ans ou plus ayant un emploi, 41 travaillent dans la commune, soit 47 % des habitants. Pour se rendre au travail, 76,1 % des habitants utilisent un véhicule personnel ou de fonction à quatre roues, 9,1 % s'y rendent en deux-roues, à vélo ou à pied et 14,8 % n'ont pas besoin de transport (travail au domicile).

### Activités hors agriculture
20 établissements sont implantés  à Mansonville au 31 décembre 2019.
Le secteur du commerce de gros et de détail, des transports, de l'hébergement et de la restauration est prépondérant sur la commune puisqu'il représente 35 % du nombre total d'établissements de la commune (7 sur les 20 entreprises implantées  à Mansonville), contre 29,7 % au niveau départemental.

### Agriculture
La commune est dans la Lomagne, une petite région agricole située dans le sud-ouest du département de Tarn-et-Garonne. En 2020, l'orientation technico-économique de l'agriculture  sur la commune est l'exploitation de grandes cultures (hors céréales et oléoprotéagineuses).
|               | 1988  | 2000  | 2010  | 2020  |
| ------------- | ----- | ----- | ----- | ----- |
| Exploitations | 46    | 34    | 26    | 14    |
| SAU (ha)      | 1 180 | 1 289 | 1 271 | 1 456 |

Le nombre d'exploitations agricoles en activité et ayant leur siège dans la commune est passé de 46 lors du recensement agricole de 1988  à 34 en 2000 puis à 26 en 2010 et enfin à 14 en 2020, soit une baisse de 70 % en 32 ans. Le même mouvement est observé à l'échelle du département qui a perdu pendant cette période 57 % de ses exploitations,. La surface agricole utilisée sur la commune a quant à elle augmenté, passant de 1 180 ha en 1988 à 1 456 ha en 2020. Parallèlement la surface agricole utilisée moyenne par exploitation a augmenté, passant de 26 à 104 ha.

## Culture locale et patrimoine

### Lieux et monuments
- Église Saint-Orens de Grésas.
- Église Saint-Saturnin de Mansonville. L'édifice a été inscrit au titre des monuments historiques en 1979[36].

L'église Saint-Saturnin
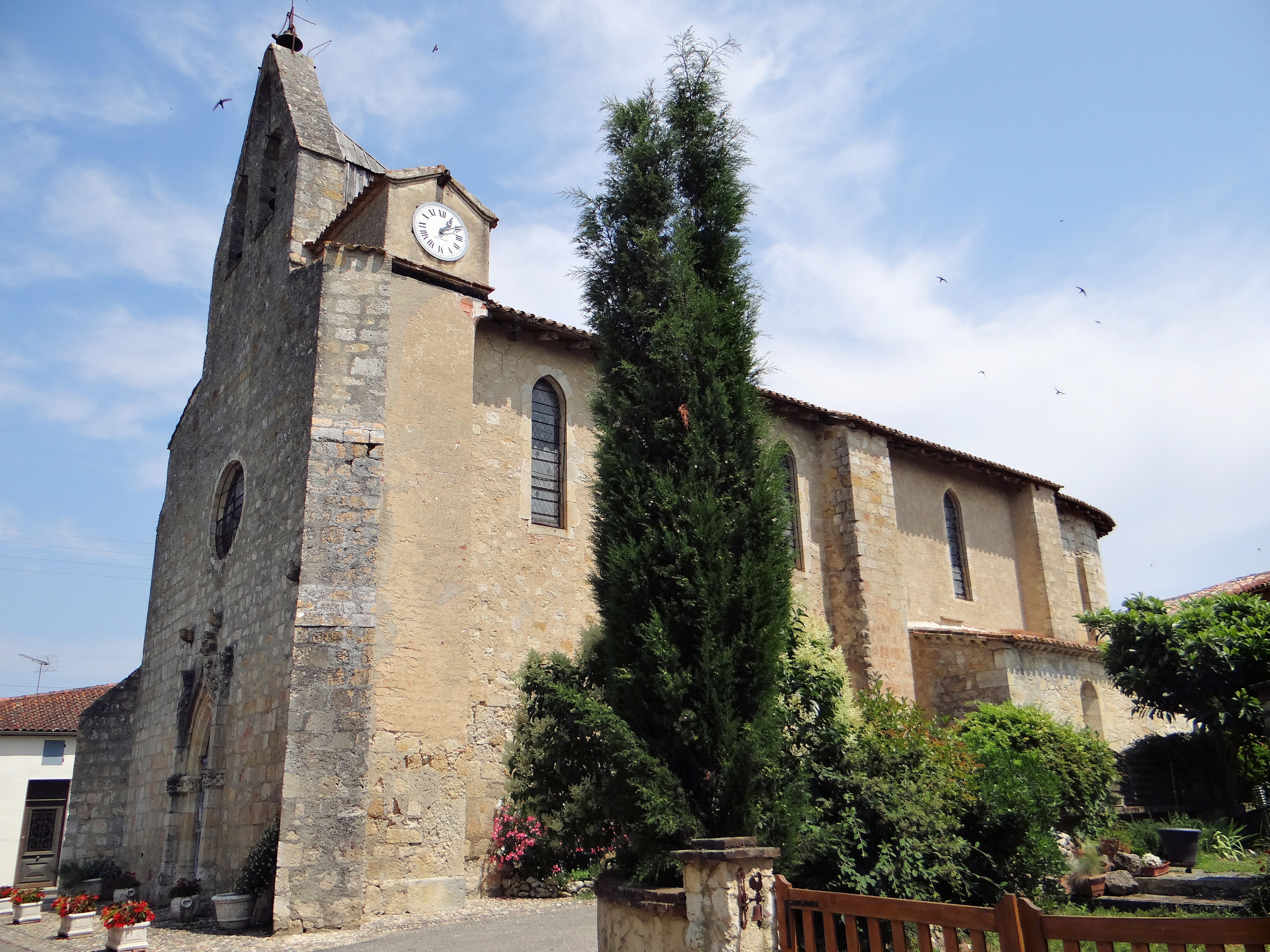
L'église en 2013.
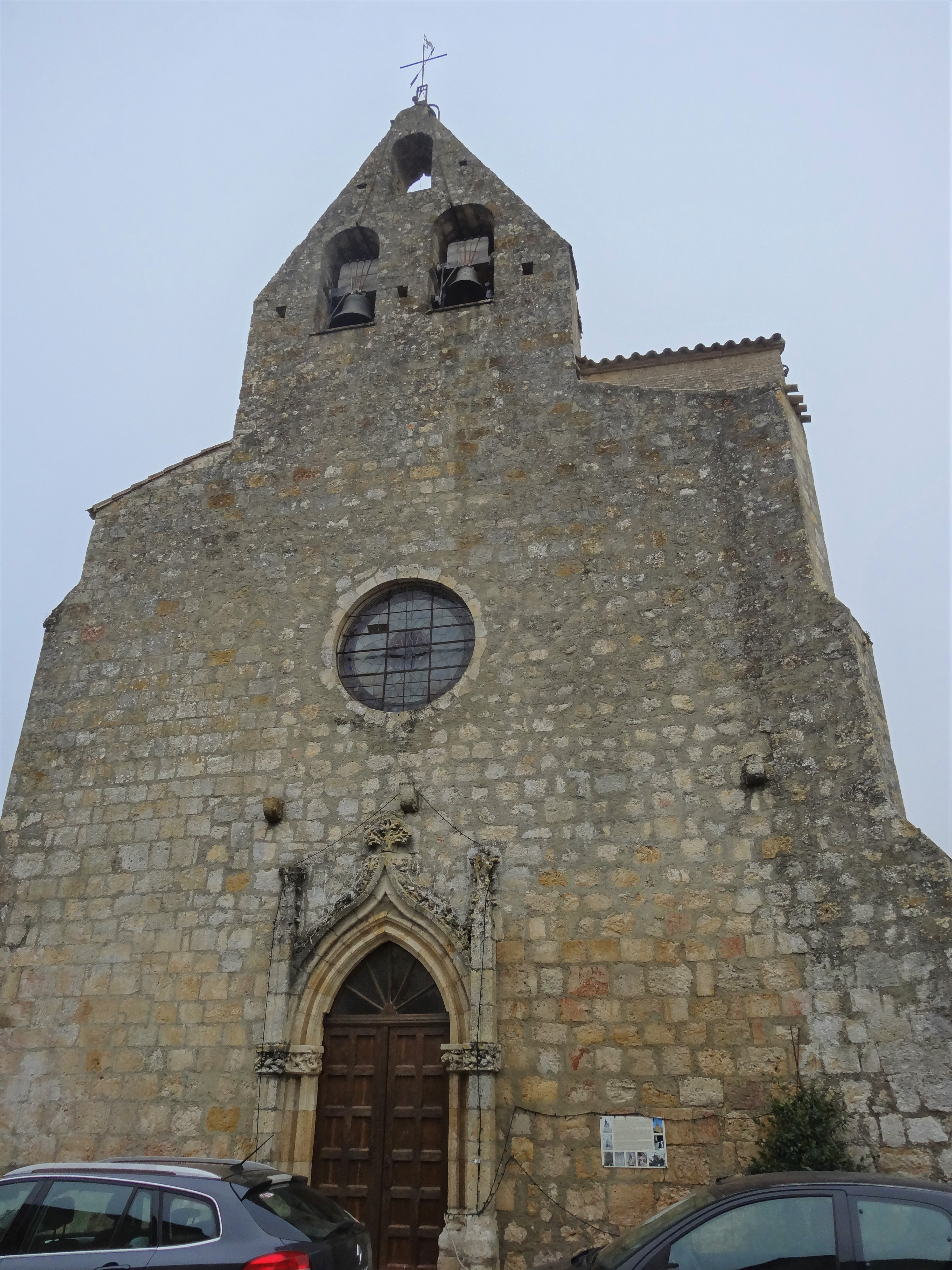
Le clocher-mur en 2021.
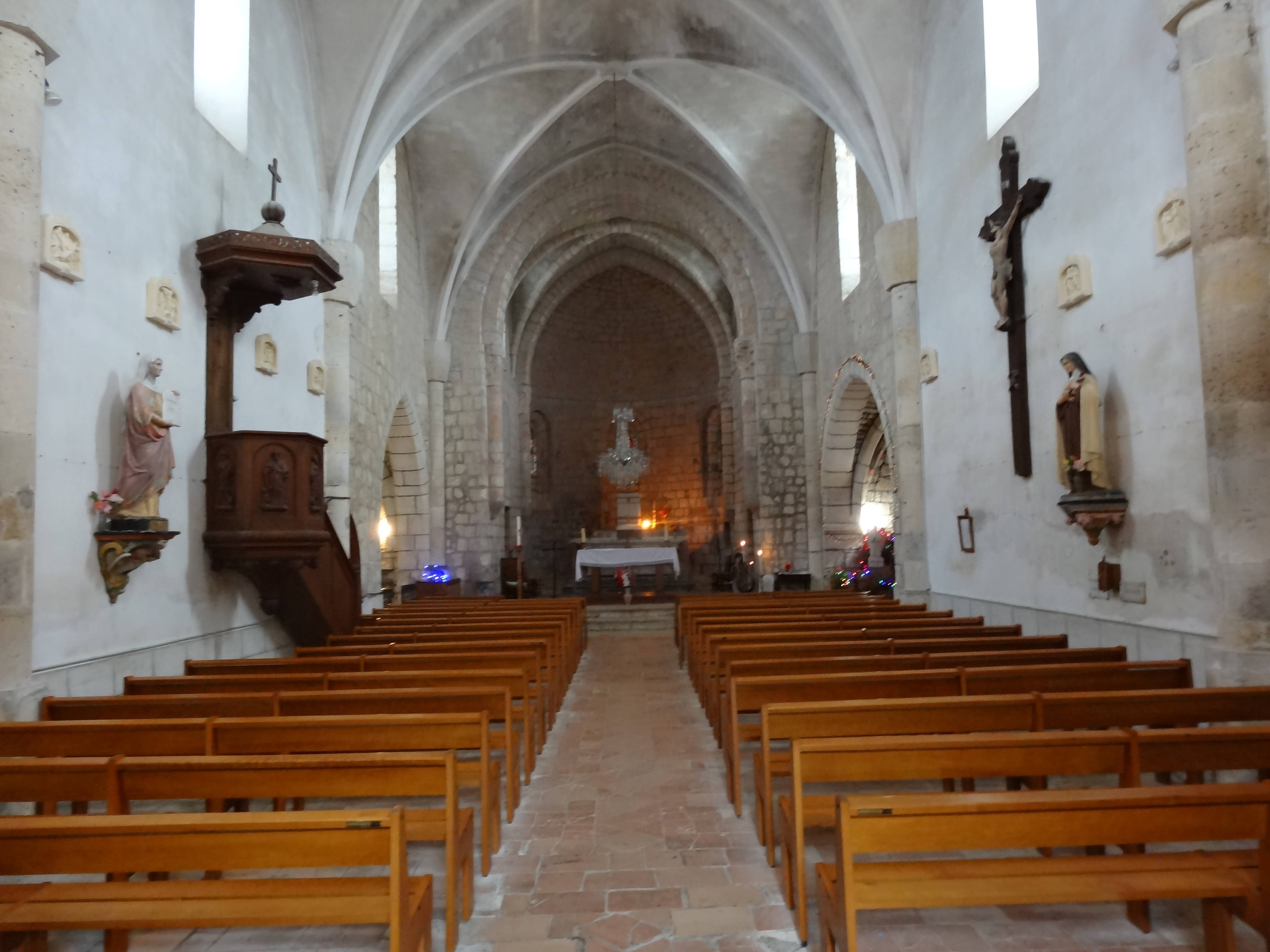
La nef.
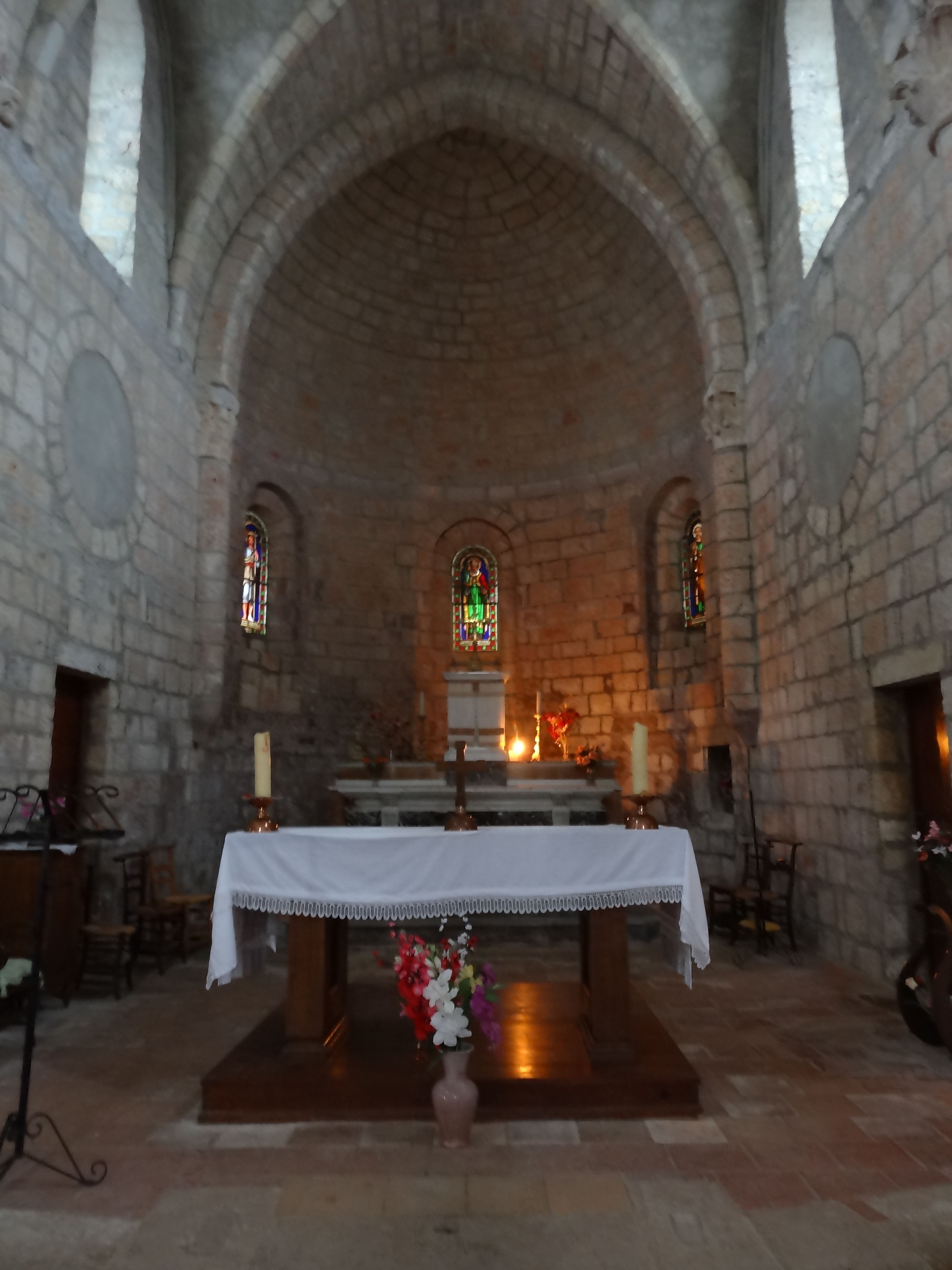
Le chœur.
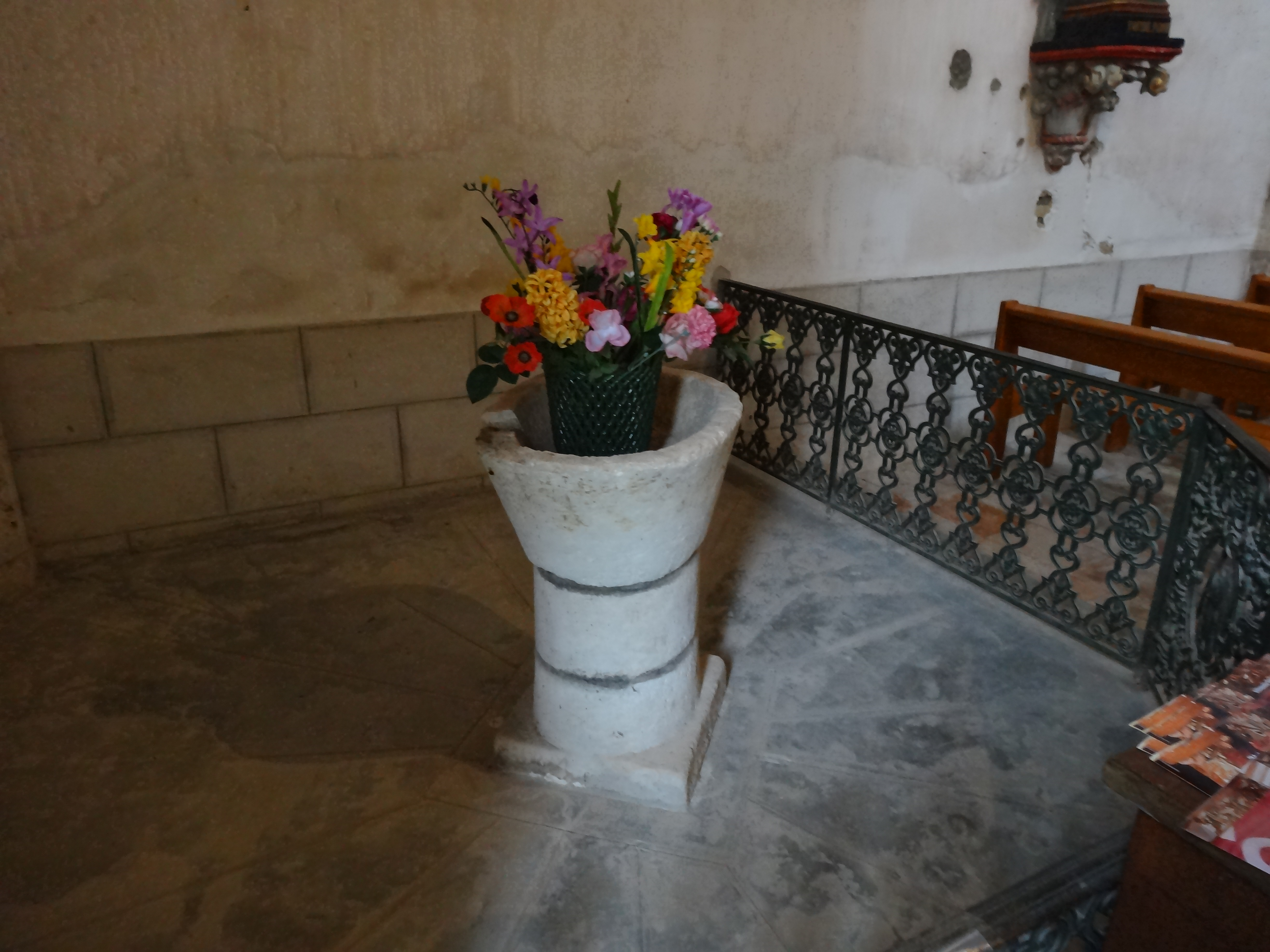
Les fonts baptismaux.
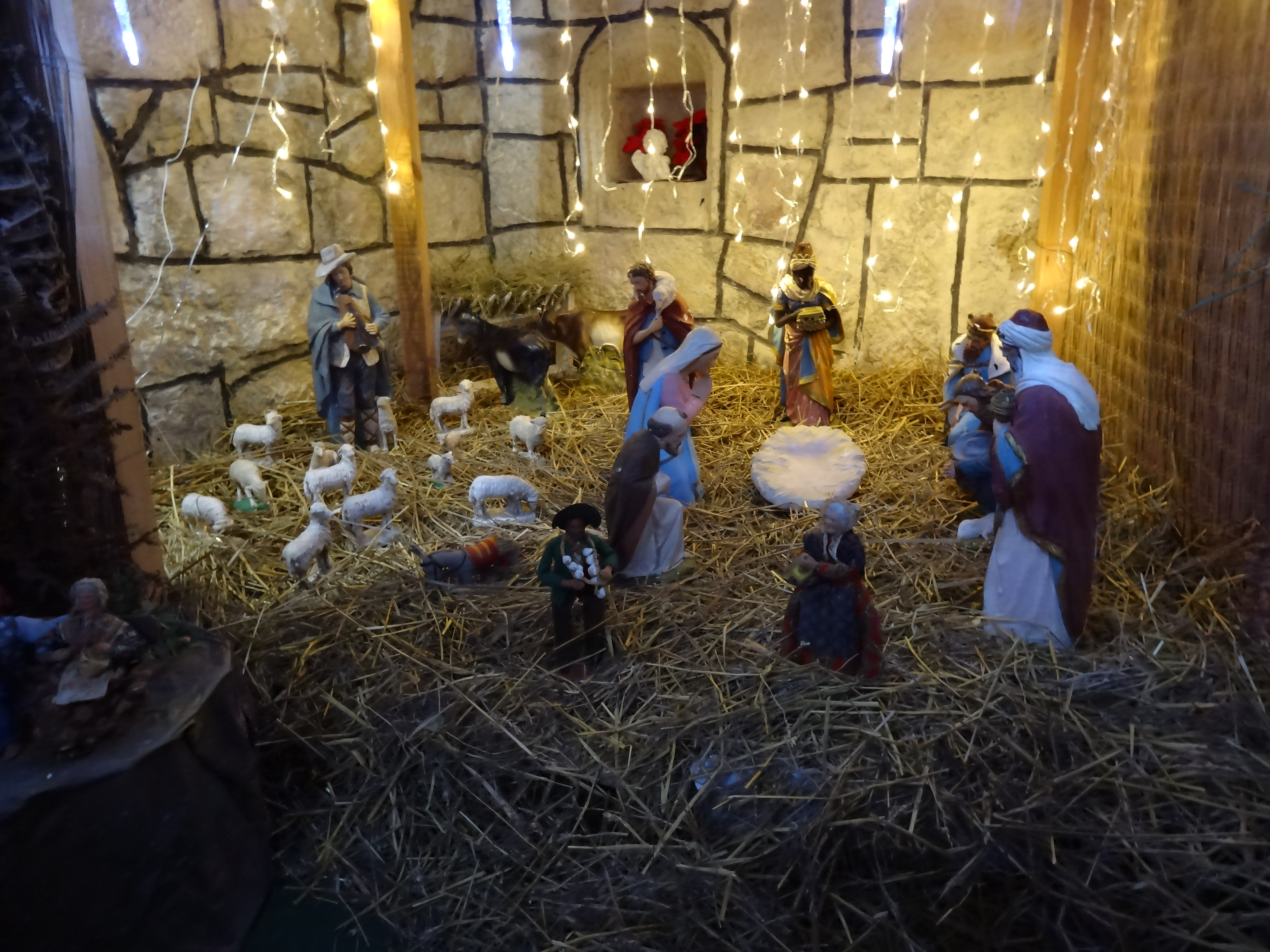
Crèche de l'église à l’occasion de la Ronde des Crèches.

Autres lieux et monuments
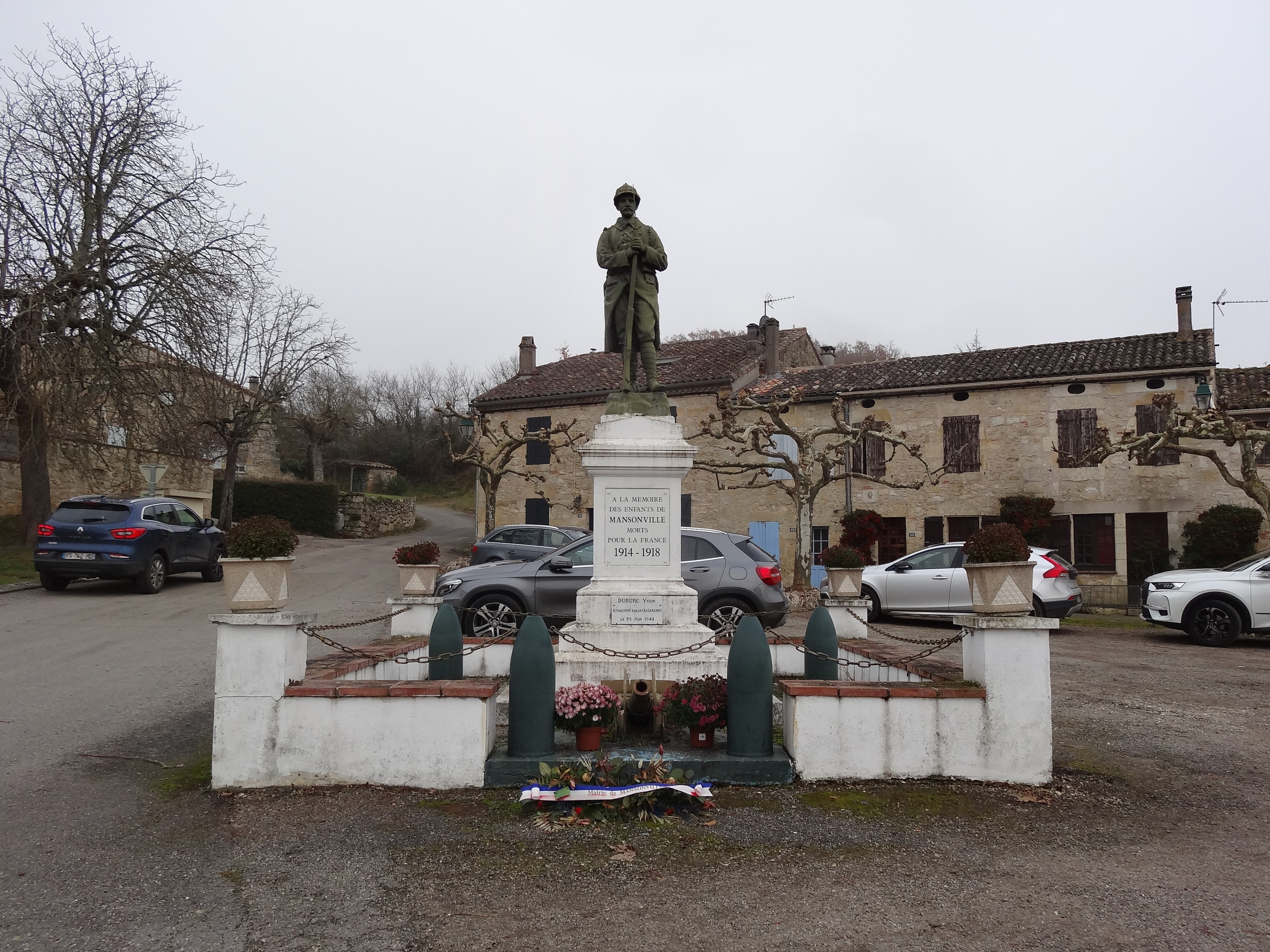
Le monument aux morts.
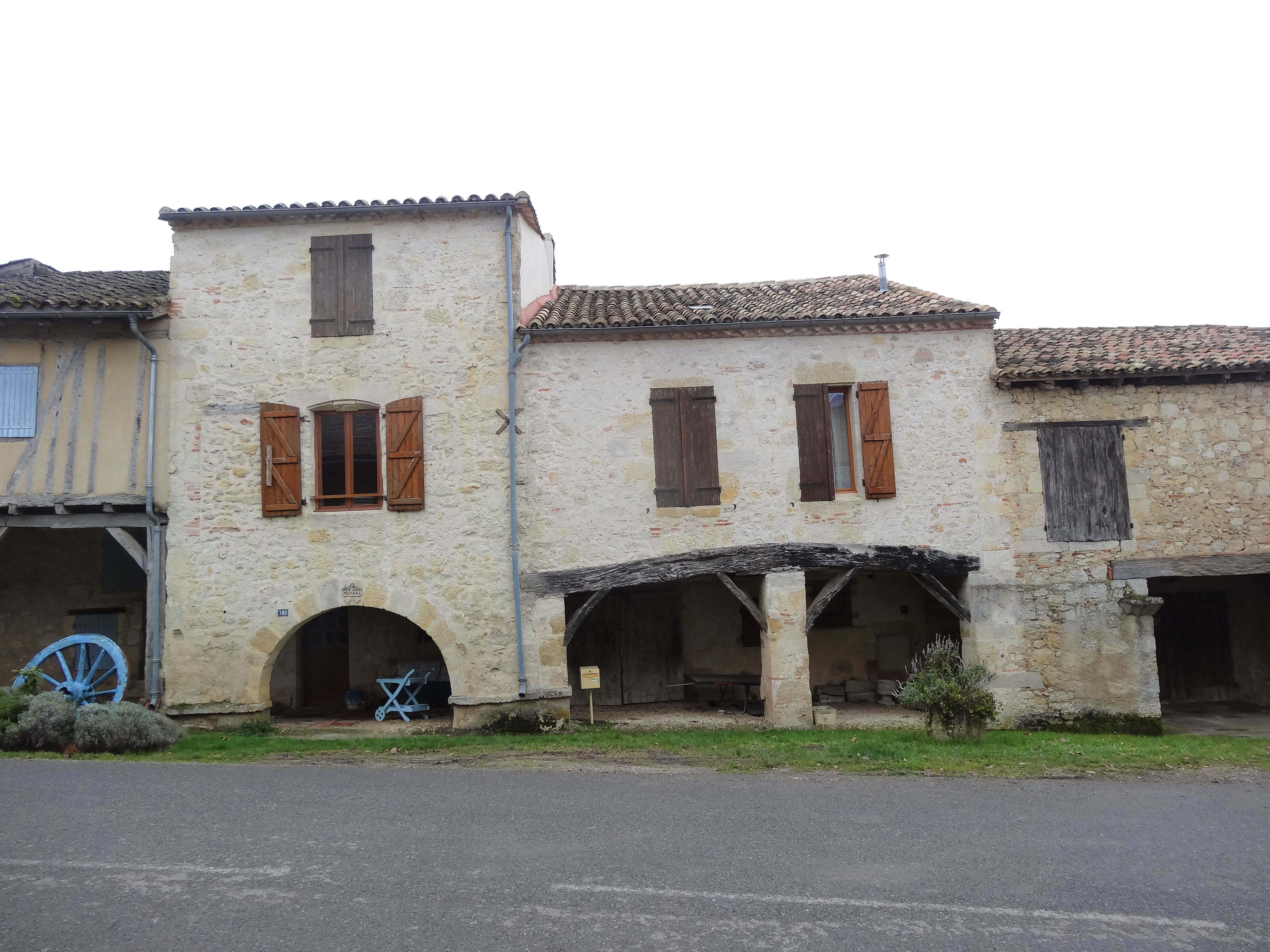
Maisons anciennes et arcades.
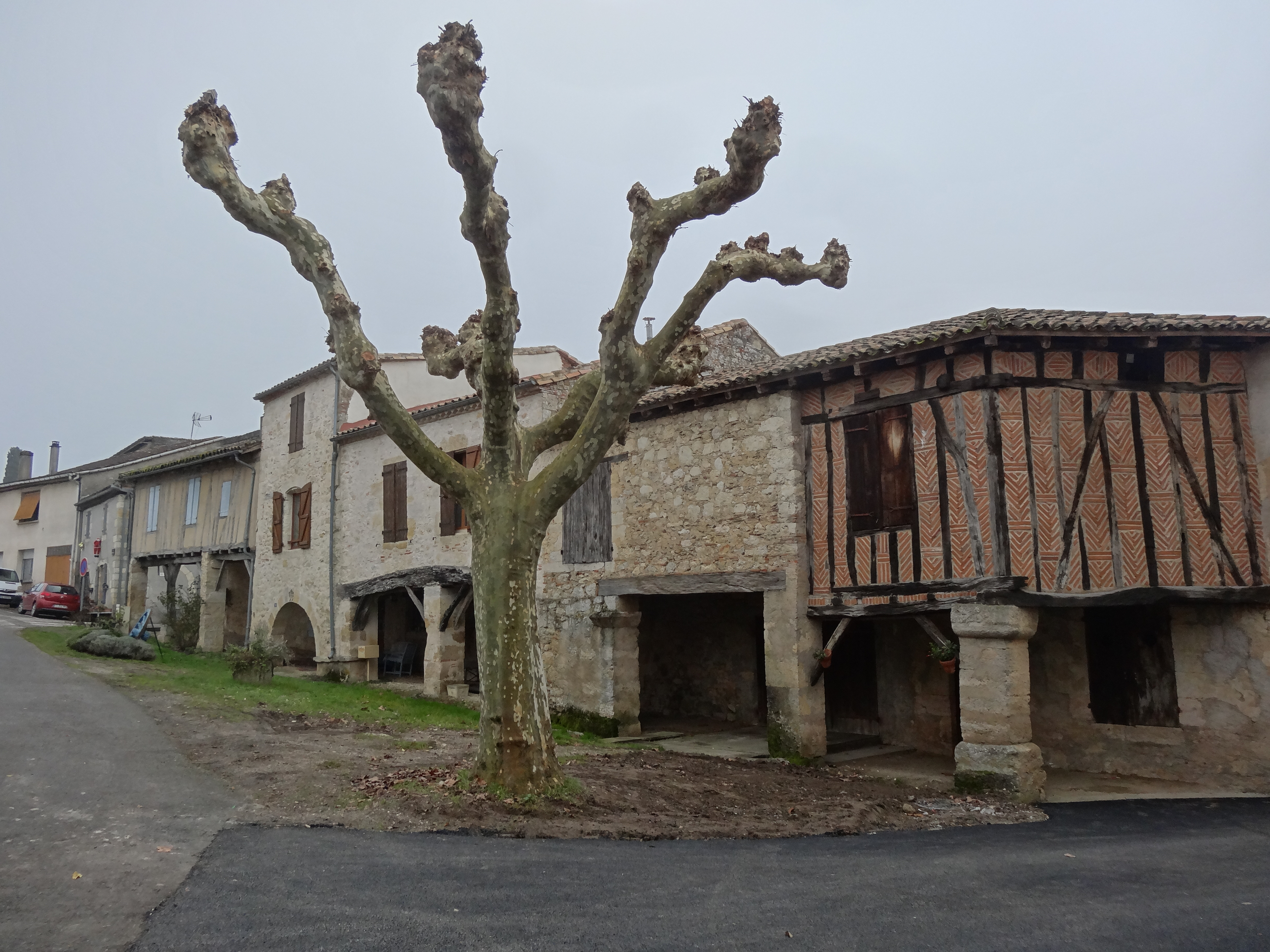
Autre vue.
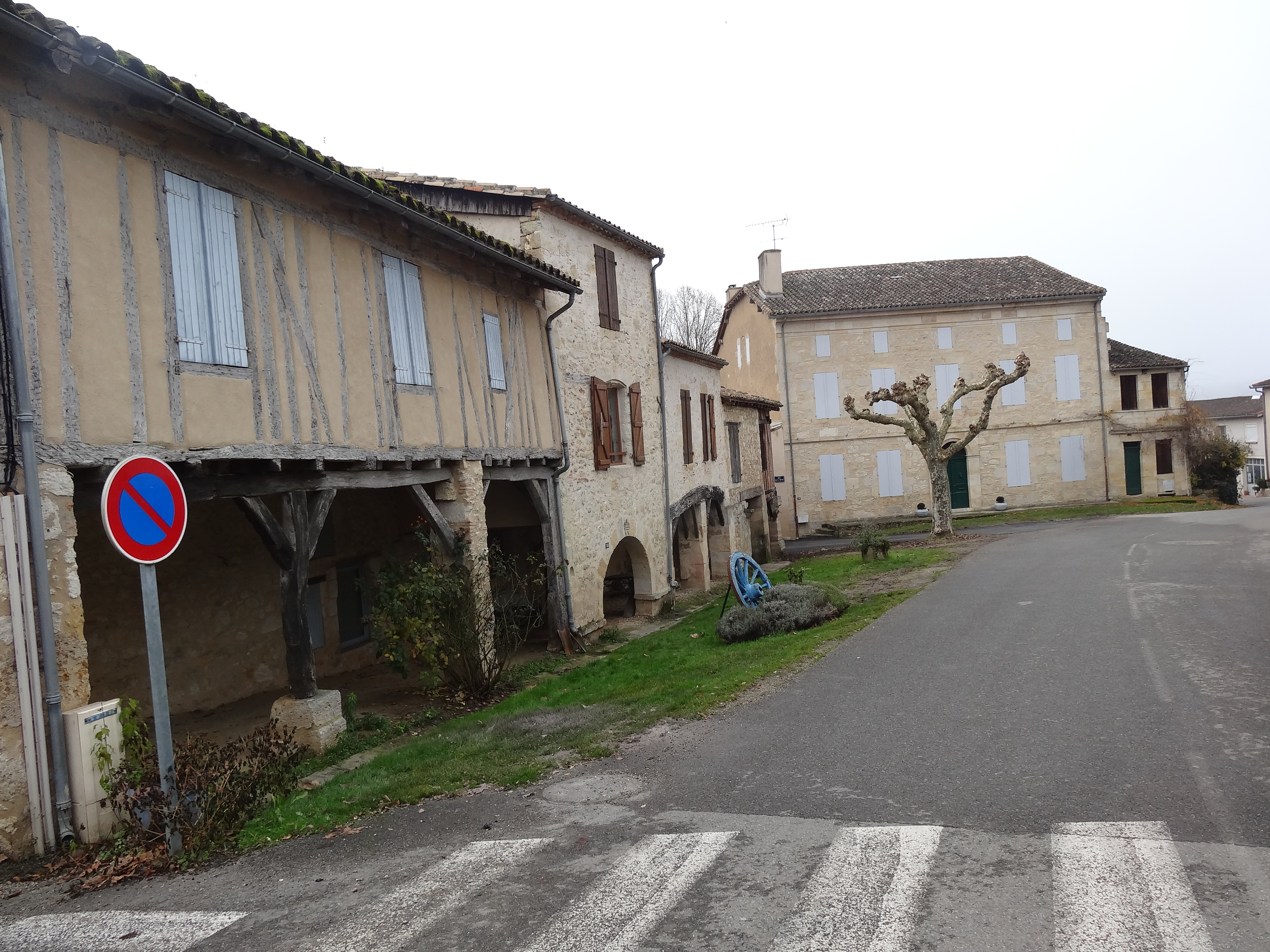
Vue opposée.
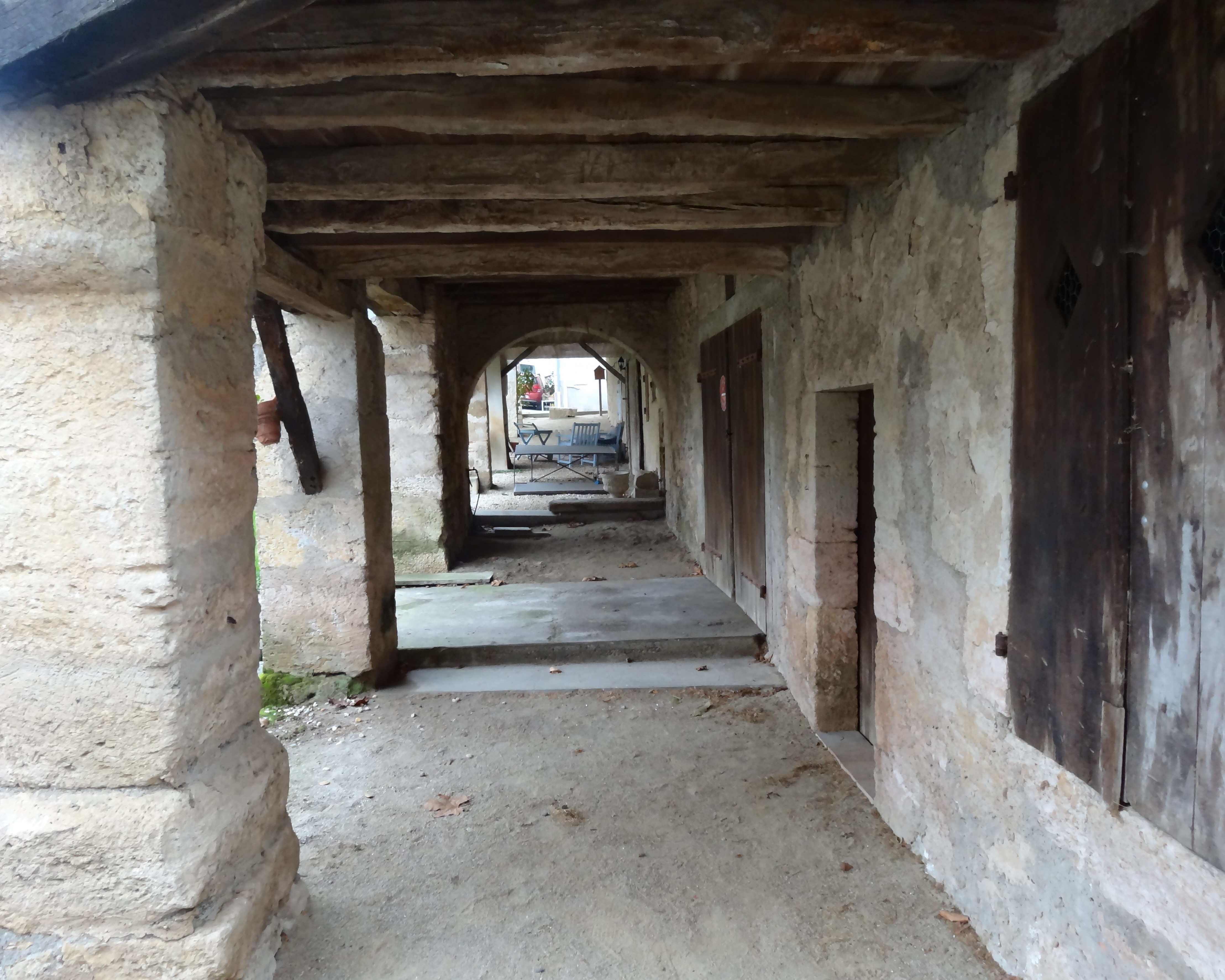
Les embans.
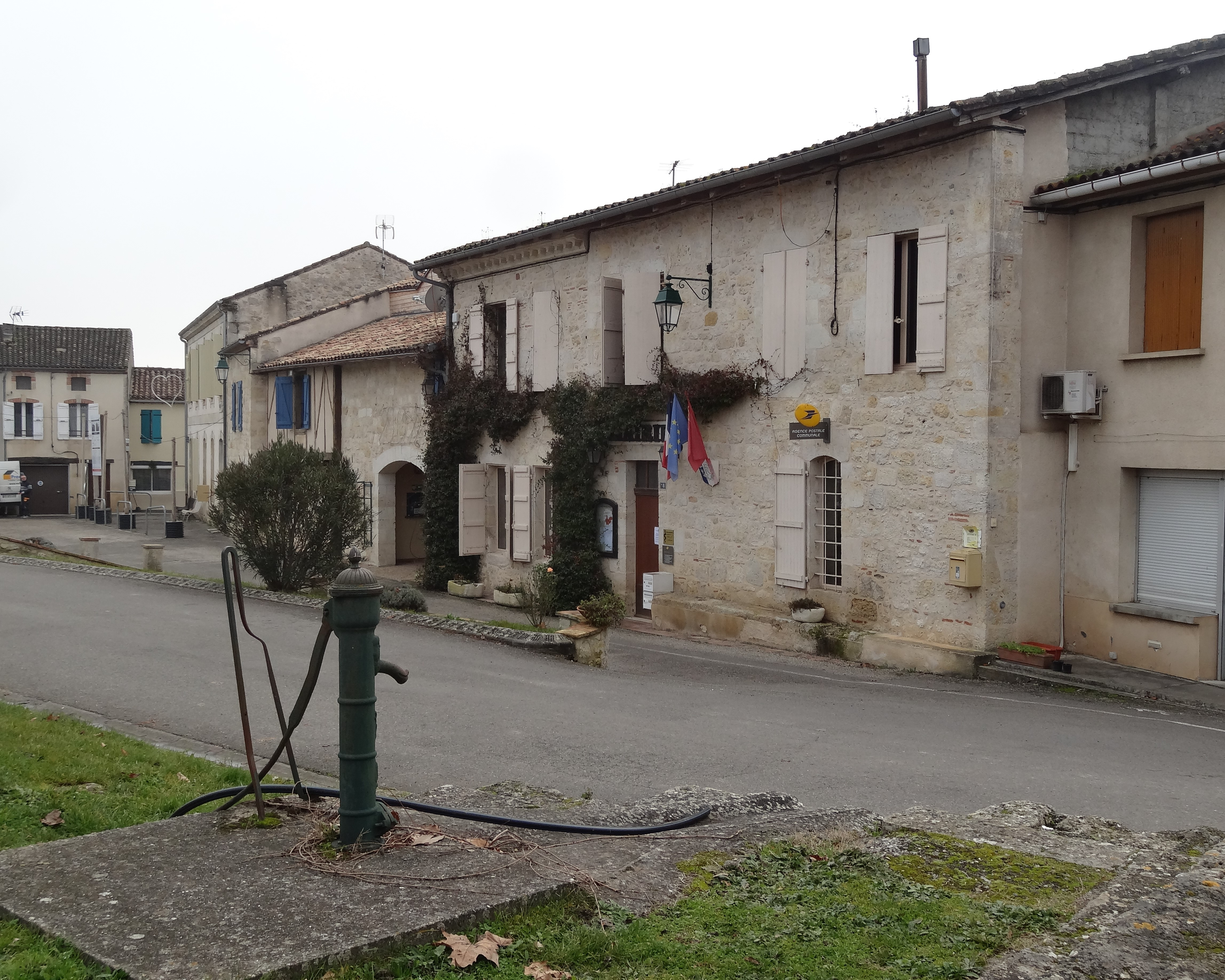
Agence postale et pompe à eau au premier-plan.

## Pour approfondir